# Moses Sofer

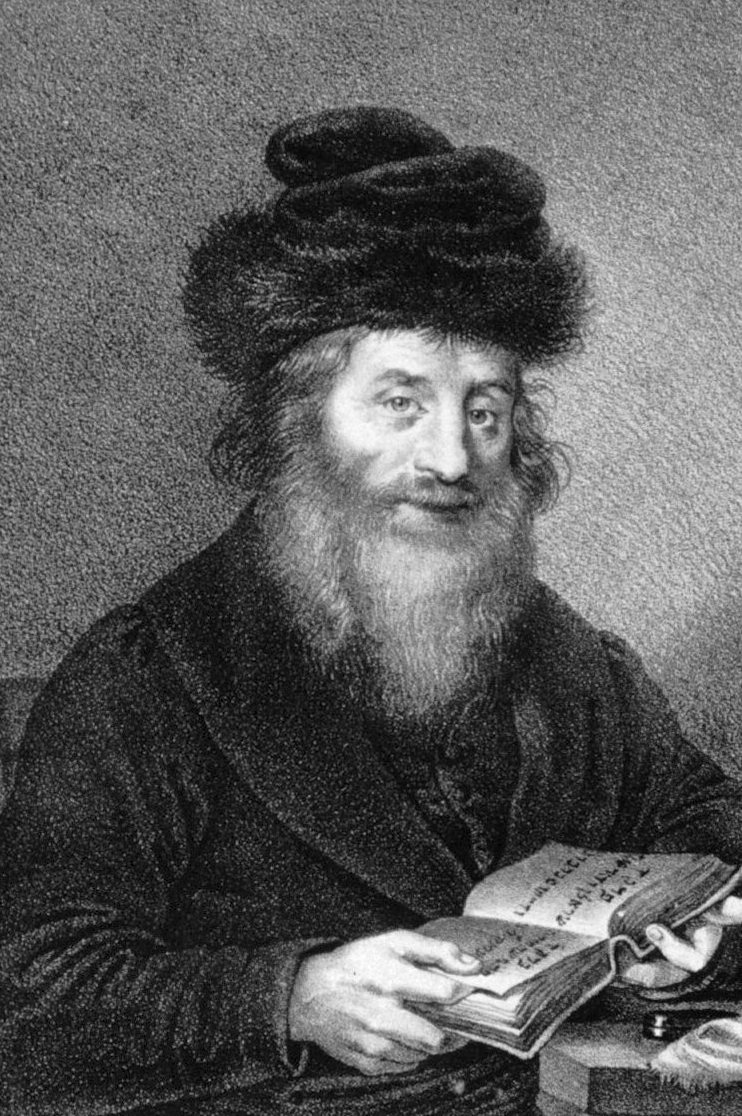
Moses Schreiber-Sofer, Lithographie von Josef Kriehuber, um 1830

Moses Sofer auch Moses Sopher, deutscher Name: Moses Schreiber oder Mosche Schreiber, bekannt als Chatam Sofer (geboren am 24. September 1762 in Frankfurt am Main; gestorben am 3. Oktober 1839 in Pressburg/Bratislava) war ein führender orthodoxer Rabbiner des 19. Jahrhunderts.

## Name
Der Name Sofer ist eine Übersetzung des deutschen Wortes „Schreiber“. Die Bezeichnung Chatam Sofer (hebr. חת"ם סופר) ist ein Akronym für Chidusche Torat Mosche (hebr. חידושי תורת משה) – „Einsichten in die Tora des Moses“, eine Anspielung sowohl auf Sofers Vorname Moses als auch auf die „Tora des Moses“, die dieser der jüdischen Überlieferung nach am Berg Sinai von Gott empfangen hatte.

## Leben
Sofer wuchs in Frankfurt am Main auf, wo Pinchas Horowitz und Nathan Adler seine bedeutendsten Lehrer waren. 1776 wechselte er an die Jeschiwa des Rabbi David Tebele Scheuer (1712–1782) im nahen Mainz. Dort wurde er bis zu seiner Rückkehr nach Frankfurt 1777 von Rabbi Mechel Scheuer (1739–1810), dem Sohn des Rabbi Tebele, unterrichtet.
Als Adler aufgrund von internen Widerständen in der jüdischen Gemeinde Frankfurt verlassen musste, folgte ihm Sofer als 19-Jähriger auf seinen Wanderungen. Obwohl er nie in seine Geburtsstadt zurückkehrte, war er stets stolz auf seine Herkunft und unterzeichnete seine Schreiben mit „Moses ha-Katan [der „Kleine“, „Unbedeutende“] aus Frankfurt am Main“. Er war zunächst Rabbiner in Dresnitz in Mähren (heute Strážnice) und Mattersdorf und wurde 1806 zum Oberrabbiner von Pressburg, der damaligen Hauptstadt Ungarns, ernannt, wo er für den Rest seines Lebens blieb. Während seines 33-jährigen Aufenthalts in Pressburg, wo damals die bedeutendste jüdische Gemeinde im Königreich Ungarn lebte, machte er sich einen Ruf als führender Vertreter des orthodoxen Judentums im Kampf gegen das aufkommende Reformjudentum. In Pressburg gründete er eine bedeutende Jeschiwa.
Sofer schrieb zahlreiche Werke, doch zu seinen Lebzeiten wurde kaum etwas von ihm veröffentlicht. Unmittelbar nach seinem Tod begann seine Familie, seine Schriften herauszugeben. Diese enthalten unter anderem sieben Bände Responsen und zwei Bände Predigten, Novellen zum Talmud, Kommentare zur Tora, Briefe, Gedichte und ein Tagebuch.

## Ehe und Nachkommen
Sofers erste Frau starb 1812 kinderlos. Einige Monate später heiratete er die Tochter von Akiba Eger, der als größter Talmudist seiner Zeit angesehen wurde und später Rabbiner von Posen wurde. Nach dem Tod seiner zweiten Frau heiratete er die Witwe Chaja Heller, mit der er keine gemeinsamen Kinder hatte. Sofers Nachkommen bildeten eine bedeutende rabbinische Dynastie. Seinen ältesten Sohn Abraham Samuel Benjamin Sofer (später genannt Ktav Sofer oder Ksav Sofer, 1815–1871) ernannte er zu seinem Nachfolger als Leiter der Pressburger Jeschiwa. Sein zweiter Sohn Simon (1820–1883) wurde Rabbiner in Krakau. Sein Schwiegersohn Salomon Salman Spitzer war Oberrabbiner der orthodoxen Gemeinde in Wien und Rabbiner der berühmten Wiener Schiffschul. Ein Sohn von Abraham Sofer, Simon (1850–1944), gründete in Erlau eine Jeschiwa und war dort als Lehrer tätig, bis er infolge der deutschen Besetzung Ungarns nach Auschwitz deportiert und dort ermordet wurde.

## Tod und Nachleben

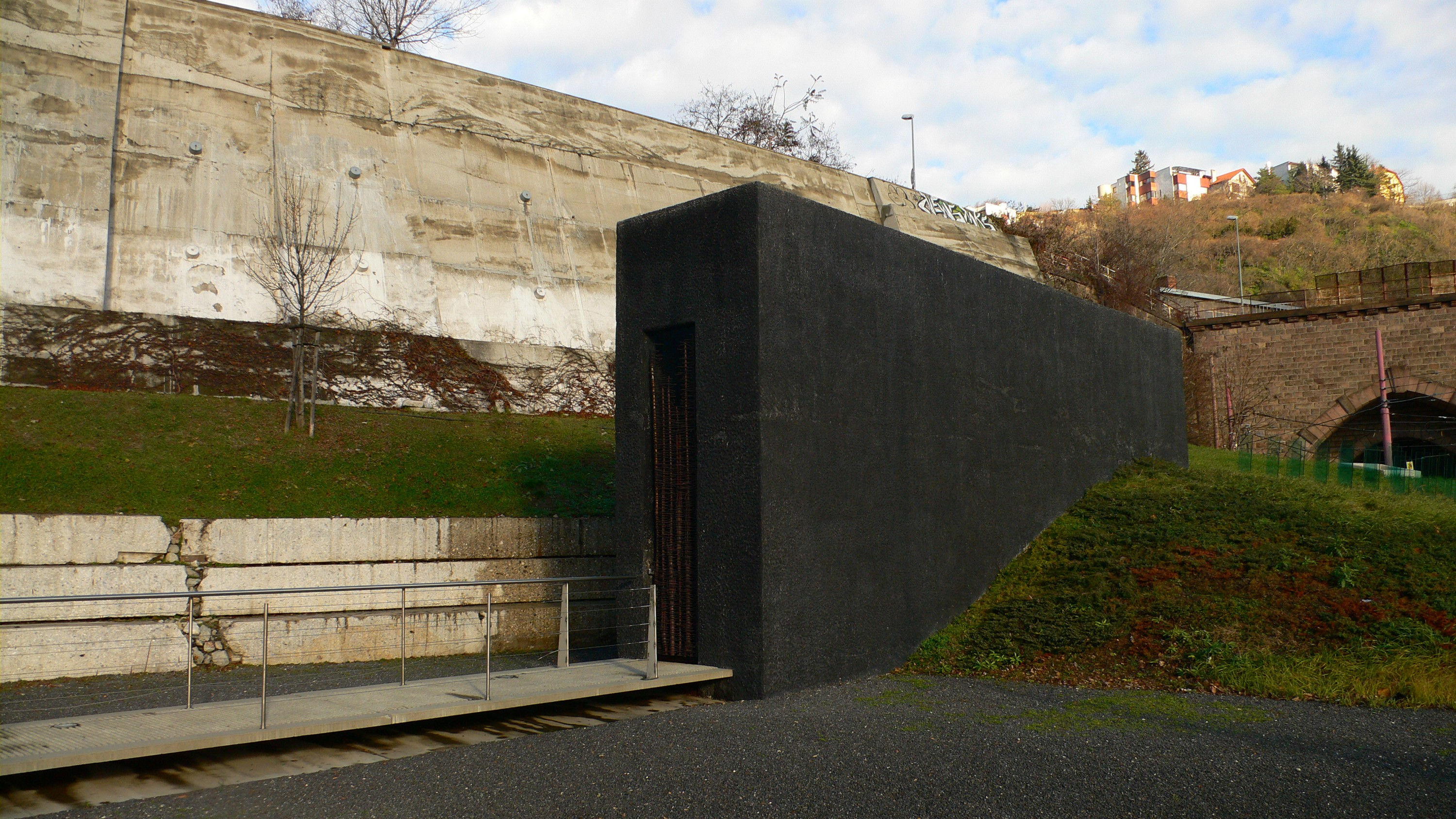
Chatam-Sofer-Mausoleum

Sofer wurde auf dem alten jüdischen Friedhof unterhalb des Burgbergs in Bratislava begraben. Der Friedhof wurde in den Jahren 1942/1943 durch den Bau eines Straßentunnels fast vollständig zerstört, die meisten Gräber wurden in ein Sammelgrab auf dem orthodoxen Friedhof umgebettet, nur der wichtigste Abschnitt mit dem Grab von Moses Sofer blieb unter einer Betondecke erhalten. Zu Beginn der 1980er Jahre wurde eine Straßenbahnlinie über das Gelände geführt. Jahrzehntelang gab es nur einen versteckten Einstieg zu dem unterirdisch gelegenen Grab, das außerhalb der jüdischen Gemeinde weitgehend in Vergessenheit geriet. Nach 1992 begannen Verhandlungen um die Zugänglichmachung der Grabstätte, die Straßenbahngleise wurden verlegt und im Jahr 2002 wurde ein Mausoleum eröffnet, das von orthodoxen Pilgern aus aller Welt besucht wird.
Nicht nur das Grab von Moses Sofer dient als Pilgerstätte. Auch das Grab seiner Mutter Rösel Schreiber auf dem Alten Jüdischen Friedhof in Frankfurt wird von Gläubigen besucht, die dort Quitteln ablegen, beten und darauf hoffen, dass die Verstorbene Fürsprache für sie einlegt. Besonders bei unerfülltem Kinderwunsch zieht es die Besucher an das Grab, da Rösel ihren Sohn erst ihm fortgeschrittenen Alter gebar, was einem Wunder gleichkam.